# François Haken Philippar
Pour les articles homonymes, voir Philippar et Haken (homonymie).
François Haken Philippar, né le 21 janvier 1802 à Pennsign, près de Vienne (Autriche), et mort le 21 juin 1849 à Versailles, est un jardinier et botaniste français.

## Biographie

### Fonctions
- Directeur du jardin des plantes de Versailles (jardin disparu en 1851)[1] ;
- Chargé de la direction du jardin de l'école normale de Versailles ;
- Chargé des cultures d'études et des cultures horticoles de l'institut agronomique de Grignon ;
- Professeur d'agriculture et professeur de botanique à l'école normale de Versailles ;
- Professeur d'horticulture, de botanique appliquée, de physiologie végétale, de culture forestière et de culture viticole à Grignon ;
- Professeur de culture et de botanique appliquée au grand séminaire de Versailles.

En outre il était membre fondateur de la Société des sciences naturelles de Seine-et-Oise, de la Société des sciences morales et littéraires de Versailles, du comice agricole et de la Société d'horticulture de Seine-et-Oise.

## Ses œuvres
- Voyage agronomique en Angleterre, fait en 1829 : ou essai sur les cultures de ce pays comparées à celles de la France, Paris : Rousselon, 1830, 188 p.
- Catalogue des végétaux ligneux et des végétaux herbacés cultivés dans le jardin d'étude de l'Institution royale agronomique de Grignon, Paris : Madame Huzard, 1837
- Mémoire sur la Renouée des teinturiers (Polygonum tinctorium), considérée comme plante indigofère, Paris : Bouchard-Huzard, 1839, 71 p.
- Programme raisonné du cours de culture professé à l'Ecole normale de Versailles: suivi de l'exposé des élémens d'études agronomiques, et de la description du jardin d'instruction de l'école, Paris : Dufaure, 1840, 252 p.
- Rapport sur le onzième concours ayant pour objet la substitution d'un assolement sans jachère périodique de quatre années au moins, aux assolements avec jachère, Veuve Bouchard-Huzard, 1842, 16 p.
- Catalogue méthodique des végétaux cultivés dans le Jardin des plantes de la ville de Versailles, Versailles : Montalant-Bougleux, 1843
- Études forestières considérées sous le rapport de l'amélioration des bois et des forêts en France, Paris : Veuve Bouchard-Huzard, 1843, 416 p.
- Notice sur quelques outils, instruments et machines employés en agriculture, 1844, 28 p.
- Notice sur la maladie qui a affecté les pommes de terre, dans les Annales de l'agriculture française, décembre 1845
- Notice descriptive, culturale et économique sur deux plantes tuberculeuses: l’Ulluco ("Ullucus tuberosus"), Loz., et le Boussingaultie ("Boussingaultia baselloides"), Humb. et Kunth, Paris : Veuve Bouchard-Huzard, 1849, 26 p.